# 베티타 치머만
베티타 치머만(Bettina Zimmermann, 1975년 3월 31일 ~ )은 독일의 배우이다.

## 출연 작품
- 슛 더 듀크 (2009)
- 미션 투 베를린 (2005)
- 포스트 임팩트 (2004)
- 체크메이트 (2002)
- 유로 덤 앤 더머 2 (2002)
- 신과 함께 가라 (2002)
- 여자, 전화 (2001)
- 광고맨 빅터 포겔 (2001)